# 27789 Астрахань
27789 Астрахань (27789 Astrakhan) — астероїд головного поясу, відкритий 23 січня 1993 року.
Тіссеранів параметр щодо Юпітера — 3,204.